# 운터하힝

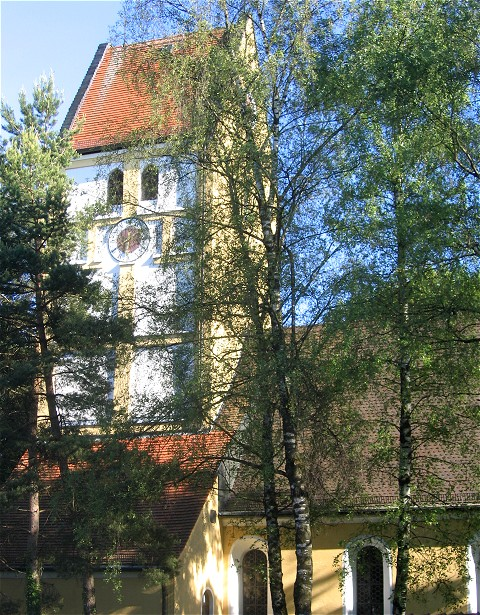
운터하힝

운터하힝(독일어: Unterhaching)은 독일 바이에른주에 위치한 도시로 면적은 8.73km2, 인구는 24,437명(2015년 12월 31일 기준), 인구 밀도는 2,800명/km2이다.

시 문장